# Pritok
Pritok je vodotok, ki teče v glavno strugo večjega vodotoka. Pritoki se ne izlivajo neposredno v morje, ocean ali jezero. Pritoki ter glavna struga vodotoka služijo za odvajanje vode iz porečja pritoka; to so lahko površinske ali podzemne vode. 
Sotočje je izliv enakovrednih vodotokov v skupno strugo.
V nasprotju s pritokom je rečni rokav vodotok, ki se odcepi in teče od glavnega toka stran, včasih pa se mu spet pridruži. Rečne rokave najbolj pogosto najdemo v deltah rek.